# Рентгеновское зеркало
Рентгеновское зеркало или Зеркало Гёбеля (распространённое название в англоязычной литературе — Goebel mirror) — оптическое устройство, служащее для управления рентгеновским излучением. В настоящее время технологии позволяют создавать зеркала для отражения рентгеновских лучей и части экстремального УФ с длиной волны от 2 до 45—55 нанометров. Рентгеновское зеркало состоит из многих (до нескольких сотен) слоев специальных материалов. Разработано в 1970-80-е годы инженером фирмы «Сименс» Гербертом Гёбелем. Нашло повсеместное применение в современных рентгеновских дифрактометрах.

## Области применения

Схема рентгеновского телескопа рентгеновской обсерватории космического аппарата XMM-Newton. Угол падения лучей очень близок к 90°.

В наиболее коротковолновой части диапазона 0,01-0,02 нм рентгеновские зеркала позволяют фокусировать излучение синхротронов или рентгеновских трубок на исследуемые объекты или формировать параллельные пучки. В частности, их применение увеличивает эффективность рентгеновских трубок в 30-100 раз, что делает возможным заменить синхротронное излучение в ряде биологических, структурных и материаловедческих исследований. Приблизительно в этом же диапазоне лежит излучение высокотемпературной плазмы (лазерной и ТОКАМАКов). Здесь зеркала нашли применение как дисперсионные элементы для спектральных исследований.
В диапазоне 0,6-6 нм лежит характеристическое излучение легких элементов (бора, фосфора). Здесь рентгеновские зеркала также используются для исследования спектров в приборах элементного анализа материалов.
Рентгеновская многослойная оптика широко применяется для формирования фильтрации и управления поляризацией в синхротронных источниках. В области 10-60 нм (экстремальный УФ) лежат линии излучения солнечной плазмы.
Объективы космических телескопов из рентгеновских зеркал и сейчас[когда?] находятся на орбите и регулярно передают на Землю изображение Солнца на линиях Fe IX — Fe XI (17,5 нм) и Не II (30,4 нм).

## Материалы для рентгеновских зеркал
Так как рентгеновское зеркало имеет многослойную структуру (до нескольких сотен слоев), оно требует особых условий производства. Материалы для создания отражающих покрытий должны иметь сверхвысокую чистоту и осаждаются на основу зеркала напылением в вакууме. Для создания таких специальных слоев используются металлы и некоторые химические соединения. Диапазон длин волн в которых будет работать зеркало и дополнительные условия и требования и определяют применение тех или иных материалов для зеркала.
Наиболее употребительные материалы для производства отражающих поверхностей рентгеновских зеркал и их характеристики:
- W/Si -;
- W/B4C -;
- Cr/Sc -;
- W/Sc -;
- Ni/C -;
- Cr/C -;
- W/C -;
- Mo/B4C -;
- Mo/Si -;
- W/Si -;
- Sc/Si -;
- Co/C -;
- WC/Si -;
- Mo2B5/B4C -;
- WSi2/Si -;
- CrB2/C -;
- MoSi2/Si -.

По мере развития рентгеновской оптики спектр применяемых материалов стал значительно шире чем указанный выше (наиболее широкоупотребительные композиции), так, например, в длинноволновой части спектра мягкого рентгеновского излучения весьма эффективны композиции осмий-кремний и осмий-скандий-кремний, а в более жесткой части рентгеновского спектра весьма эффективен гафний и его композиции с другими элементами.
Очень важно отметить также то обстоятельство, что рентгеновские зеркала при малых размерах — устройства сложные и трудоемкие в производстве, и отсюда их стоимость чрезвычайно высока.
В России головной организацией по производству и разработке рентгеновских зеркал является ФИАН им. П. Н. Лебедева РАН.